# 미륵역
미륵역(Mireuk station, 彌勒驛)은 충청북도 영동군에 위치한 경부선의 역이었다.
미륵역의 명칭은 이 역이 위치한 충북 영동군 영동읍 주곡리와 가리(加里) 사이를 '미륵당 주곡리', '미륵댕이'로 부른 것에서 유래하며, 불교에서 말하는 미륵과 동일한 의미이다. 이 역은 경부선의 정 중앙점과 가장 가까운 역이었다.
지금도 역사와 관사가 남아있다. 현재 역사는 코레일 시설관리반의 건물로 사용되고 있다.

## 역사
- 1938년 6월 15일 : 신호장 개설
- 일자불명 : 폐지
- 1967년 6월 10일 : 임시승강장으로 영업 재개[1]
- 1968년 8월 30일 : 역사 신축 준공
- 1968년 12월 31일 : 부본선(대피선) 부설
- 1969년 1월 17일 : 서울 기점 217.8km에서 서울 기점 218km로 이설함과 동시에 신호장으로 변경[2]
- 1992년 3월 2일 : 거의개통54년정도 운영후페지

## 참고 문헌
1. ↑  철도청 고시 제336호(1967.06.12)
2. ↑  철도청 고시 제80호(1969.01.14), 철도청 고시 제81호(1968.01.13)